# フランツ・フォン・リンテレン
フランツ・フォン・リンテレン（ドイツ語: Franz von Rintelen、1877年 - 1949年5月30日）は、第一次世界大戦の間にアメリカ合衆国で活動したドイツ帝国のスパイであった。

## 生涯
彼の一家は銀行家で、アメリカ合衆国によいコネクションがあった。彼は英語を流暢に話した。
アメリカが未だに中立の頃、彼はベルリンから指示を受けてアメリカ合衆国に向かった。フォン・リンテレンは独自に活動し、やがてベルリンから彼への資金と指示を受け取った。彼の任務は、アメリカの船による弾薬輸送と連合国への供給を妨害することだった。ニューヨーク市に到着して、彼はビジネスマンのふりをした。そして、ハインリヒ・アルベルトと共にダミー会社「ブリッジポート発射体会社」を設立し、彼はそこから火薬を入手した。彼はもう一つの会社（オーストリア人に助成金を支給された大西洋を横断する信託会社）も設立した。そこで彼はドイツからの彼の到着に合わせて大金を預けた。彼は「ハンセン」という名で口座を持っていた。
彼は鉛筆爆弾という時間遅効性の放火装置を開発するために技術者と共に動いた。そして火災を発生させ、クルーが（火が燃え移る前に）海中に弾薬を投棄するよう、あるいはそのまま炎上・爆発するようアメリカの商船に対して仕向けた。作戦は成功し、彼単独で36隻の船で1000万ドル相当の物資に被害を出した。
彼はまた、連合国へのアメリカの援助を遅らせようと、ストライキを促進するために「労働国家平和評議会」という団体を組織した。
彼の仕事はおおむね良好で、1916年にはブラック・トム大爆発もその成果の一つとなったであろう。1915年に彼は弾薬を買って、追放されたメキシコの独裁者ビクトリアーノ・ウエルタに資金援助を行い、彼のメキシコでの後ろ盾となった。
彼の同僚は、彼の成功に全く満足していなかった。そしてフランツ・フォン・パーペン（ドイツの後の首相）はベルリンへの電報で彼への不満を漏らした。電報はイギリス海軍の諜報活動によって傍受され、解読された。彼が当時中立の立場だったオランダの船に乗ってドイツへ航海したので、彼はイングランドのサウサンプトンで捕らえられ、ジョージア州アトランタで3年間抑留された。彼は1920年にドイツに戻った。しかし既に忘れられた存在となっていた。彼はイングランドに移住し、そこで死んだ。
彼は1933年にドイツの情報将校の戦時回顧録として"The Dark Invader"（闇の侵略者）という著書を著した。

## 書籍
- Franz von Rintelen (ENGLISH). The Dark Invader: Wartime Reminiscences of a German Naval Intelligence Officer (October 31, 1998 ed.). Routledge. pp. 326. ISBN 0714647926